# Look, Up in the Sky: The Amazing Story of Superman
Pour les articles homonymes, voir Superman (homonymie).
Pour plus de détails, voir Fiche technique et Distribution.
L'incroyable histoire de Superman (Look, Up in the Sky: The Amazing Story of Superman) est un film documentaire américain réalisé par Kevin Burns (en) et sorti en 2006. Il traite du personnage de super-héros Superman.

## Fiche technique
- Titre : Look, Up in the Sky: The Amazing Story of Superman
- Titre original : Look, Up in the Sky: The Amazing Story of Superman
- Réalisation : Kevin Burns (en)
- Scénario : James Grant Golding, Steven Smith
- Musique : Todd Erickson, Alan Ett, Scott Liggett
- Directeur de la photographie : Andrés Garretón, Peter Trilling
- Montage : Kevin Benson, Troy Bogert, David Comtois, John W. Richardson, Molly Shock
- Direction artistique : Nicolas Plotquin
- Maquillage : Rada Maksimovich, Jillayne Stockland
- Production : Scott Hartford, Mark McLaughlin, Bryan Singer, Bad Hat Harry Productions, Prometheus Entertainment
- Pays d'origine :  États-Unis
- Genre : Film documentaire
- Durée : 100 minutes
- Date de sortie :
  -  États-Unis : 12 juin 2006
  -  Hongrie : 11 juillet 2006
  -  Pays-Bas : 12 juillet 2006
  -  Royaume-Uni : 16 juillet 2006
  -  Japon : 4 août 2006
  -  Finlande : 25 octobre 2006

## Distribution
- Kevin Spacey : narrateur
- Bill Mumy : consultant
- Mark Hamill : consultant

### Personnalités intervenant
- Dean Cain
- Gerard Christopher (en)
- Jackie Cooper
- Richard Donner
- Alfred Gough
- Margot Kidder
- Jack Larson
- Noel Neill
- Annette O'Toole
- Brandon Routh
- Ilya Salkind
- Bryan Singer
- Lesley Ann Warren
- Stan Lee
- Adam West

## Récompenses et distinctions

### Nominations
- Saturn Award 2012 :
  - Saturn Award de la meilleure collection DVD (au sein du coffret Superman: The Motion Picture Anthology, 1978-2006)